# Luigi Pinelli
Aroldo N. S. Luigi Pinelli – szermierz reprezentujący Królestwo Włoch, uczestnik letnich igrzysk olimpijskich w Londynie w 1908 roku.